# Atila. El azote de Dios

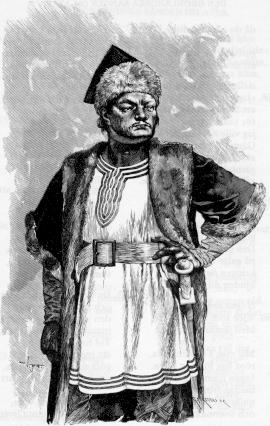
Atila.

Atila. El azote de Dios es una novela histórica escrita por William Dietrich. Fue publicada en el año 2005, con una versión en español editada por Ediciones B con el ISBN 84-666-2035-4.
La historia se desarrolla alrededor de la batalla de los Campos Cataláunicos (siglo V d. C.), en la cual se enfrentaron principalmente romanos y hunos. A lo largo del relato se cuenta cómo personajes de los diferentes pueblos cumplen su papel en la misma.

## Argumento
Corre el siglo V d. C. y el imperio romano ha comenzado a decaer.
Desde Oriente se alza una nueva potencia: el imperio huno comandado por Atila. El llamado “Pueblo del Alba” representa un peligro inminente para Roma y Constantinopla, por lo que el pago de tributos y la mediación de embajadas es de máxima importancia.
El joven Jonás Alabanda es reclutado como escriba y traductor de uno de estos grupos diplomáticos. Para él, quien no había tenido éxito en sus empresas, la misión representa una oportunidad para remontar su carrera y su vida personal. 
Sin embargo la misión esconde conspiraciones, traiciones e incluso un intento de regicidio, que son descubiertos por los hunos y significan la esclavitud de Jonás.
En el campamento, Jonás conoce a Ilana (una cautiva romana) de quien se enamora y la que será su motivo principal para tomar parte en una de las batallas más sangrientas de la historia. La suerte de Roma y del joven dependen de las luchas en los Campos Cataláunicos, en las que participan pueblos enteros y sus célebres líderes.

## Personajes

### Personajes principales
- El protagonista de esta historia es Jonás Alabanda, un joven originario de Constantinopla. Durante la historia él se describe a sí mismo y resalta el hecho de que siempre se había destacado por su don de palabra.

Él está muy interesado en las letras, es muy inteligente y posee conocimientos de escriba y comerciante. Habla varias lenguas. Es contratado para una misión diplomática a Hunuguri donde sirve de escriba, historiador y traductor. Allí conoce a Ilana y se enamora de ella. Esto, junto a otras experiencias, lo llevarán a madurar y a cambiar notablemente su forma de ser, pensar y actuar.
- Ilana es una joven proveniente de Axiópolis. Es hija de un rico comerciante, quien muere en manos de los hunos durante el saqueo de su ciudad. Es raptada y esclavizada por Skilla, quiso casarse con ella. Sin embargo se enamora de Jonás y esto complica la situación de los tres personajes.

Es hermosa, de cabellos oscuros y rasgos finos. Además es inteligente y (al avanzar un poco la historia) calculadora.
- Skilla es un guerrero huno, de aproximadamente la misma edad de Jonás. Es valiente, perseverante, ambicioso y muy decidido. Aspira a ser caudillo al igual que su tío, Edeco. Skilla es el antagonista, el rival del personaje principal desde el principio de la novela. Sin embargo hacia el final de la misma, la relación entre ambos cambia, tornándose en mutuo respeto.
- Atila es el líder del pueblo huno. Se lo describe en la novela cómo un hombre feo pero imponente. También se destacan a lo largo de la historia su poder de mando, su gran conocimiento sobre la guerra y su fuerte voluntad.

### Personajes secundarios

#### Romanos y aliados
- Zerco: es un bufón y espía en la corte de Atila. Originario de África, es enviado y aliado de Aecio. Físicamente es desproporcionado, muy bajo y en parte deforme. Este personaje se destaca también por su astucia, inteligencia y poder de observación.
- Flavio Aecio: general romano de gran importancia, astuto, aguerrido y cauteloso en cuanto a la política.
- Teodosio II: emperador de la parte oriental del Imperio romano.
- Valentiniano III: emperador de Occidente. Odia a su hermana, es maquiavélico, mal gobernante, desinteresado por su pueblo e hijo favorito de su madre.
- Honoria: hermana de Valentiniano. Calculadora y ambiciosa, propone matrimonio a Atila para obtener poder.
- Gala Placidia: madre de Honoria y Valentiniano.
- Jacinto: eunuco de confianza de Honoria.
- Aniano: obispo y a veces eremita, es paciente e, inteligente. Vive en Aurelia.
- Rusticio: traductor amigo de Jonás. Asesinado por los hunos.
- Maximino: embajador romano. Orgulloso y de gran presencia.
- Genserico: rey de los vándalos.
- Anto: rey de los francos. Aliado romano.
- Sangibano: rey de los alanos. Aliado romano.

#### Hunos y aliados
- Eudoxio: médico griego enviado de Atila.
- Edeco: tío de Skilla y caudillo del rey huno.
- Onegesh: caudillo huno de origen romano.
- Hereka: esposa de Atila (primera).
- Crisafio: ministro de Teodosio II. Conspirador.
- Bigilas: traductor, sirviente y seguidor de Crisafio.
- Clodion: disputa el trono a su hermano Anto, quien lo asesina. Aliado huno.

## Lugares
La novela se desarrolla en Eurasia que en ese entonces se encontraba mayormente en manos de los romanos (Imperios romanos de Oriente y Occidente) y de los hunos.
Los lugares de mayor relevancia en la novela son:
- Rávena: lugar de inicio de la historia. Allí se encuentra Valentiniano III y es el lugar de confinamiento de Honoria.
- Roma: si bien no aparece como lugar importante en la novela, es el centro (por lo menos de forma representativa) del poder del Imperio en Occidente. Es codiciada por todas las civilizaciones, pues se tiene la idea de que quien controle Roma, controla el Imperio.
- Axiópolis: es la ciudad natal de Ilana. Se ubica en el Imperio romano de Oriente. Es sitiada, saqueada y destruida al principio del relato.
- Constantinopla: es el centro del poder en el imperio oriental. Es grande, bien defendida y es un lugar clave, pues de allí proviene Jonás y es allí donde se traman las conspiraciones y se envía la embajada, ambos desencadenantes del cambio en la vida del joven escriba.
- Hunuguri: central de poder del imperio huno. Morada semi-permanente de Atila. Aquí Jonás pierde su libertad y Rusticio es crucificado
- Torre vigía de Ampelum (territorio romano): se encuentra en la frontera con el dominio del “Pueblo del Alba” y es allí donde se desarrolla una batalla entre las tropas de Skilla y algunos soldados romanos acompañados por Zerco y Jonás.
- Aurelia (Orleans): ciudad de los alanos. En ella se da una importante batalla contra las hordas de Edeco en la que participan el protagonista y Zerco.
- Tolosa (Toulouse): ciudad capital de los visigodos. En este lugar Jonás conoce a Teodorico y a Berta. Ciudad aliada.
- Los Campos Cataláunicos: encrucijada romana. Sitio de mayor relevancia en la narración. En la batalla que tiene lugar allí, es donde se definen los destinos de las civilizaciones y personajes incluidos en la novela. Además, es hacia este punto al cual tiende todo el relato, es decir que sabemos quienes participaran en la batalla casi desde el principio, pero no sabemos de que forma ni en que bando lucharán.
- Nuevo hogar de Jonás: representa un nuevo comienzo para el personaje principal y también para Ilana. No se da una ubicación precisa del mismo, pero se lo define como un islote aislado de los asuntos políticos y las guerras.

## Pueblos diferentes, culturas diferentes
A lo largo de la novela se pueden observar claras diferencias entre los pueblos que se toman en cuenta en la misma. En el caso de hunos y romanos, se marcan constantemente diferencias entre ambos pueblos, pues el protagonista relata aquello que ve y que llama su atención.
También participan otros pueblos que se agrupan a favor o en contra de los principales:
A favor de los hunos se encuentran
- Gépidos
- Ostrogodos
- Vándalos
- Francos (Clodion)

A favor de los romanos están
- Visigodos
- Alanos
- Francos (Anto)

## Objetos importantes
- Daga de Genserico: permite a Jonás obtener la confianza de los visigodos.
- Espada de Marte: es una gran espada encontrada por los hunos. Para ellos representa el favor de los dioses, lo que los impulsa a tomar parte en la batalla.

## Ficción vs realidad
Como en toda novela histórica existen hechos y personajes ficticios y reales.
Ficción
- los personajes de Sofia, Juana, la hermana y Mauro.
- Zerco no fue un espía sino un simple bufón.
- No constan el robo de la espada ni la labor de Eudoxio como emisario.
- Además otros de los personajes reales realizan acciones que son ficticias.

Realidad
los demás personajes y hechos (aunque sin la intervención de Jonás, que es un personaje ficticio).

## Tiempo
Macro temporalidad
La historia transcurre en un siglo determinado (siglo V d. C.) y se hace un seguimiento de los hechos y personajes a través de los años.
Micro temporalidad
en este caso el seguimiento se hace a través de estaciones, meses y días. También el día está dividido en día y noche, aunque no siempre hace referencia al momento de la jornada.

## Narrador
En esta novela se observa un caso de polifonía. La narración se da en primera persona del singular y es de tipo protagonista/personaje. Esto ocurre cuando Jonás describe ciertas situaciones (siempre se trata de aquellas de las cuales él forma parte o es testigo).

Es importante destacar que también es Jonás quien se describe a sí mismo.
En otros casos (situaciones en las cuales el muchacho no está presente) se presenta un narrador en tercera persona de tipo omnisciente.

## Estilo
La novela es descriptiva, aunque de narración ágil. Tiene una importante cantidad de diálogos donde los personajes evidencian sus posturas, culturas a las que pertenecen y modos de pensar.